# 畑桃作

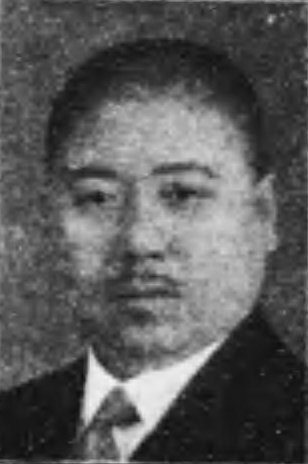
畑桃作

畑 桃作（はた ももさく、1896年7月10日 - 1949年3月5日）は、日本の政治家。衆議院議員。
群馬県北甘楽郡富岡町（現在の富岡市）出身。群馬県立富岡中学校を卒業後、農業に従事。その後、群馬県議会議員に当選し、群馬県議会副議長などを歴任。1932年、第18回衆議院議員総選挙で立憲政友会候補として群馬2区から出馬し初当選。通算2期務めた。在任中にブラジル、アルゼンチン等を視察した。

## 著作
- 『人口問題解決策と世界漫遊の結論　第一回講演筆記』（人口問題研究所、1929年）

- 『国策を守れ――聯盟のカラクリと松岡の奮闘』（千倉書房、1933年）
- 『聖戦の哲学』（東亜経済社、1942年）

## 文献
- 人事興信所編『人事興信録 第10版（下）』人事興信所、1934年。

## 関連人物
- 石井繁丸
- 羽生田進
- 久保田円次